# 卢娜·福克
卢娜·诺娅·福克（荷蘭語：Luna Noa Fokke，2001年3月9日—），荷兰女子曲棍球运动员，场上位置是前锋。她曾代表荷兰国家队参加2024年夏季奥林匹克运动会女子曲棍球比赛，获得一枚金牌。